# Visão 1944
Visão em 1944 é um poema do brasileiro Carlos Drummond de Andrade, do poema "Arosa Dubovo" faz parte. Este poema menciona a Segunda Guerra Mundial. Drummond descreveu indiretamente Hitler e seus soldados preparando-se para atacar Stalingrado e escolhendo a próxima cidade que deveria ser capturada. Descreve as tensões envolvidas na área na época, os reforços recebidos pela Itália (um aliado alemão) e as atrocidades em campos de concentração onde judeus foram torturados, escravizados e mortos. Drummond se preocupa em mostrar o sofrimento dos perseguidos, o rescaldo da guerra e a visão de pessoas que estão longe desse fato. Ao longo do poema, ele dizia “Meus olhos são pequenos”, mostrando que é pequeno diante da guerra, mostrando a insignificância do ser humano diante das crises mundiais, e como as pessoas estão distantes da realidade.